# Elizabeth Askren
Elizabeth Askren est une pianiste et cheffe d'orchestre américaine née en 1976 à New York. Elle réside actuellement en France. Elle a dirigé l'Octuor de Violoncelles de Beauvais, l'orchestre de chambre Orchestre 2021, le Chœur et Orchestre de Sciences-Po et plus récemment, l'Ensemble Orchestral de Paris dans le cadre de l'académie de Vendôme. Elle participe régulièrement aux projets de la troupe Opera Fuoco, en tant qu'assistante de David Stern. Passionnée de musique contemporaine, Elizabeth Askren lance de nombreux projets de création d'œuvres modernes en France, avec en 2008 un grand projet sur le compositeur américain Elliott Carter à la Fondation des États-Unis à Paris (à noter qu'elle avait reçue une bourse pour l'année 1998-1999 de cette même Fondation).